# Велнін
Велнін (пол. Wełnin) — село в Польщі, у гміні Солець-Здруй Буського повіту Свентокшиського воєводства.
Населення — 446 осіб (2011).
У 1975-1998 роках село належало до Келецького воєводства.

## Демографія
Демографічна структура на день 31 березня 2011 року:
|          | Загалом | Допрацездатний вік | Працездатний вік | Постпрацездатний вік |
| -------- | ------- | ------------------ | ---------------- | -------------------- |
| Чоловіки | 227     | 43                 | 155              | 29                   |
| Жінки    | 219     | 34                 | 121              | 64                   |
| Разом    | 446     | 77                 | 276              | 93                   |